# 储镇

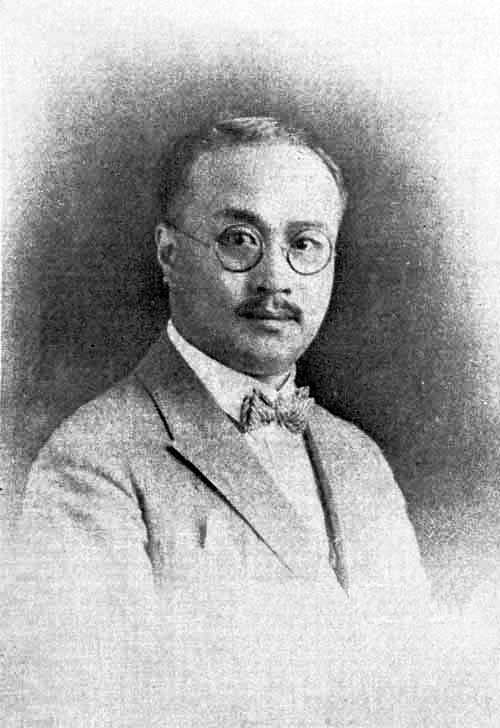

储镇（1887年—1957年），字铁生，江苏宜兴人。中华民国政治人物。

## 生平
储镇曾经在南洋公学学习，1905年到中国东北，毕业于东北讲武堂。1916年3月，经司法部批准，增设铁岭、锦县、洮南地方审判厅，储镇任铁岭地方审判厅书记官长。此后他1923年任辽阳县知事。后来他还曾任吉林怀德地区负责人。1926年，哈尔滨特别市成立，东省特别区市政管理局局长储镇任哈尔滨特别市市政局局长，同年哈尔滨特别市参事会成立，他兼任参事长。他还曾任1928年成立的东北水道局局长。
1931年九一八事变爆发，日军占领中国东北后，他任青岛市社会局局长及青岛市政府高级参议员。抗日战争期间，他到重庆，任职于司法部。1942年，他任农业部主任秘书、办公厅主任和总务司司长。1944年，他任党政工作考核委员会司法组组长。后来他于1945年至1947年任东北行营军法处少将处长。1949年，他任司法院参事等职。
1957年他逝世。

## 著作
- 《市政要论》